# Alberto di Giovanni Alberti
Alberto Alberti, nato Alberto di Giovanni Alberti e conosciuto anche come Berto di San Sepolcro (Borgo San Sepolcro, 1525/26 – Roma, 1598), è stato un architetto, pittore e scultore in legno italiano.

## Biografia
Padre di Alessandro Alberti, Giovanni Alberti e Cherubino, a loro volta pittori. Fu impegnato nell'edificazione della Fortezza di Livorno.